# Герб Любляны
Герб Любляны представляет собой официальную символику столицы Словении. Фоновый цвет герба - красный. Нижняя часть герба окрашена в зелёный цвет, символизируя зелёную гору. В центре щита изображён белый замок с башней, на которой помещена фигура Змия. Городской замок с тремя башнями изображался в качестве символа Любляны с 1340 года, змий появился позже в XVI веке.